# Ольгерд Обухович
Ольгерд Ришардович Обухович-Бандінеллі (біл. Альгерд Рышардавіч Абуховіч-Бандынэльлі; 25 липня (6 серпня) 1840, Калатичи, Бобруйський повіт, тепер — Глуський район, Могильовська область — 22 серпня 1898, Слуцьк) — білоруський поет, перекладач.

## Біографія
Народився 25 липня (6 серпня) у 1840 році у Калатичах, Бобруйський повіт, Мінська губернія, у шляхетній родині (батьки: Ричард і Кароліна Обуховичі), пов'язаний по жіночій лінії з італійським графським родом Бандінеллі.
У 1852-1854 рр. вчився у Слуцькій кальвіністської гімназії. Спочатку жив у Женеві, де його зацікавленість у кальвінізмі посилилась. Потім переїхав до Франції. В той час він побував майже у всіх європейських країнах та покращив знання англійської, французької, німецької, італійської мов. Це сприяло його перекладацькій діяльності.
В кінці 1862 або на початку 1863 року повернувся до Білорусі. Брав участь у повстанні 1863—1864 рр., був засланий у Сибір. Коли повернувся, хотів роздати свою земельну ділянку селянам, однак через супротив сім'ї покинув маєток та почав жити у Слуцьку, де провів останні роки життя. Там він займався репетиторством і літературою.
У Слуцьку навколо нього зібралась творча молодь, майбутні учасники «незалежного руху», зокрема з Язепом Дилою і Петром Карповичем.
Помер 22 серпня 1898 році в Слуцьку. Похований на Слуцькому кладовищі.